# HNK Hajduk Split
HNK Hajduk Split is een voetbalploeg in Kroatië. De ploeg werd opgericht op 13 februari 1911. Deze club werd 19 keer kampioen. Daarnaast heeft de club 15 maal de beker gewonnen. Met name in de jaren 70 en 80 van de 20e eeuw was de club daarnaast ook een grootmacht op Europees niveau, de club speelde meerdere malen halve finales van Europese competities in dit tijdperk. Sinds de jaren 90 presteert de club echter steeds slechter in Europa, het laatste grotere succes was het behalen van de kwartfinale in de UEFA Champions League in 1995, waarin werd verloren van de latere winnaar van het toernooi, Ajax. Hajduk is de enige Kroatische club die, na de opheffing van de Europacup 1 in 1992 en het oprichten van de Champions League, de kwartfinales van dit toernooi heeft bereikt.

## Geschiedenis

### Oprichting en beginjaren
Hajduk werd in 1911 opgericht in Praag, door een groep studenten uit Split die in deze stad studeerden. Al snel werd de club sterker en sterker en was in 1923 al aanwezig toen het eerste Joegoslavische kampioenschap werd beslecht, dat werkte in die tijd nog met knock-outfases, de club strandde echter in de finale. 1927 was het eerste echte competitiejaar en daar sloot Hajduk de competitie als kampioen af, net voor BSK Beograd (het huidige OFK). Na een 2de plaats in 1928 werd een jaar later opnieuw de titel gewonnen. De volgende seizoenen was Hajduk een subtopper of een middenmoter, de titel werd niet meer behaald voor de Tweede Wereldoorlog.

### Tweede Wereldoorlog
Tijdens de Tweede Wereldoorlog was Split bezet door Duitse krachten en werd het met het omliggend gebied aan de Dalmatische kust onder de Italiaanse naam Spalato geannexeerd door het fascistische Italie. Hajduk werd aangeboden om mee toen in de competitie van de Italiaanse bezetters, maar de club weigerde medewerking en besloot tot opheffing. Enkele jaren later, in 1943, werd de club weer opgericht. Zo speelde de club nadat dit gebied inmiddels bevrijd was op 23 september 1944 een voetbalwedstrijd tegen het Britse leger; deze trok ruim 40.000 toeschouwers en was daarmee een van de meest bezochte voetbalwedstrijden in Europa tijdens de Tweede Wereldoorlog. Hiervoor kreeg de club van de leider van Frankrijk in die tijd, Charles de Gaulle een eretitel voor haar heldhaftige daden in de oorlog. De club werd daarmee het symbool van het verzet tegen fasictische krachten in het voormalig Joegoslavië en in Europa.

### Joegoslavië
Na de oorlog werden de drie grootste concurrenten van de club opgericht, Dinamo Zagreb, Rode Ster Belgrado en Partizan Belgrado. Deze 3 clubs zouden samen met Hajduk Split later de zogenaamde 'grote 4' van het Joegoslavische voetbal uitmaken. Dit waren de 4 grootste clubs van het naoorlogse Joegoslavië, onderling verdeelden zij namelijk 41 van de 46 gespeelde kampioenschappen. Na een 2de en 3de plaats in 1948 en 1949 werd Hajduk in 1950 voor het eerst na 1929 weer kampioen en dat zonder ook maar een wedstrijd in dat seizoen te verliezen, daarmee werd Hajduk de enige club in Joegoslavië die dit ooit gelukt is tot de ineenstorting van het land in de jaren 90 van de 20e eeuw. Voor de kampioenswedstrijd tegen Rode Ster Belgrado (2-1 winst) op 28 oktober 1950, werd de harde kern van Hajduk Split genaamd Torcida Split opgericht. Torcida is daarmee de oudste georganisserde supportersgroep in Europa. In 1952 en 1955 werd de club wederom kampioen. In het jaar na de 5de landstitel ontsnapte Hajduk nipt aan de degradatie. Het volgende seizoen herstelde de club zich, maar zakte daarna weg in de middenmoot, met geregeld een plaats in de subtop.
Na de middelmatige jaren zestig, met als enige prijs de Joegoslavische beker in 1967, braken in de jaren 70 gouden jaren voor de club aan. Onder leiding van een van de beste voetbaltrainers ooit, Tomislav Ivić, werd de club 5 keer kampioen en won het 6 bekers in dit decennium. Ook in de jaren tachtig deed Hajduk regelmatig mee om de titel in Joegoslavië. Deze werd echter niet meer gewonnen. Wel won de club in 1984 en 1987 de beker. De kampioenstitel van 1979 bleek daarmee de laatste te zijn, omdat Kroatië zich in 1991 onafhankelijk verklaarde van Joegoslavië.
Wel pakte Hajduk in 1991 nog de Joegoslavische beker, wat daarna bleek de laatste editie ooit van dit bekertoernooi te zijn. In Belgrado werd Rode Ster, dat twee weken voor de wedstrijd ten koste van Olympique Marseille de Europacup 1 had gewonnen met 0-1 verslagen door een doelpunt van Alen Bokšić.

### Kroatië
In het eerste officiële seizoen in 1992 vierde Hajduk reeds de titel. Een jaar later moest Hajduk Croatia Zagreb (nieuwe naam voor Dinamo) laten voorgaan en werd in 1994 en 1995 opnieuw kampioen. In 1995 werd zowel de beker als het kampioenschap behaald. Na 5 jaar hegemonie van Croatia/Dinamo, waarin Hajduk 4 keer op de 2de plaats eindigde, werd de titel opnieuw binnen gehaald in 2001. Dit gebeurde ook in 2004 en 2005. Het seizoen 2005/06 is tot nog toe het slechtste voor de club met een 5de plaats. In de jaren hierna ging het wat beter met de club, de club deed weer mee om de titel en werd in 2009 met spelers als Nikola Kalinic, Danijel Subasic en Ivan Strinic net geen kampioen. Wel pakte de club in 2010 na vijf jaar weer een prijs, namelijk de beker die in 2010 werd gewonnen. Hierna eindigde de club wederom 3 maal op rij als tweede in de ranglijst. Na de 2e plek in 2012 en de gewonnen beker in 2013 zakte de club nog verder weg: niet alleen Dinamo Zagreb raakte steeds verder uit zicht, maar ook clubs als HNK Rijeka haalden Hajduk in.

## In Europa

### Champions League
Hajduk Split heeft driemaal de kwartfinales van dit toernooi gespeeld. In 1976 was PSV te sterk, Hajduk won in Split met 2-0 waarna de return in Eindhoven na verlenging met 3-0 verloren ging. 4 jaar later (1980) was een van de beste teams in Europa op dat moment, Hamburger SV de tegenstander in de kwartfinale. Nadat in Duitsland met 1-0 was verloren werd er in de return, onder oog van 60.000 toeschouwers in het Poljud stadion met 3-2 gewonnen, dit was echter niet genoeg om door te gaan en Hamburger SV ging verder dankzij uitdoelpunten. In 1994 speelde de club voor het eerst in de in 1992 opgerichte UEFA Champions League, de opvolger van de Europacup 1. In de voorronde werd gemakkelijk afgerekend met Legia Warschau de eerste wedstrijd in Split werd met 4-0 gewonnen en ook in de return in Polen was Hajduk met 0-1 te sterk voor Legia. Hajduk werd bij de loting ingedeeld in Groep C met SL Benfica, Steaua en RSC Anderlecht. De Witten uit Split haalde 8 punten uit 6 wedstrijden wat voldoende was om door te gaan samen met Benfica en te overwinteren in de Champions League en door te stoten naar de kwartfinales. Daarin bleek de latere winnaar, AFC Ajax, te sterk. Hajduk is hiermee de enige Kroatische club die na de onafhankelijkheid van het land de groepsfase van de Champions League heeft weten te overleven.

### Europa League
In dit toernooi bereikte Hajduk tweemaal de halve finale, voor het eerst in 1973 toen Leeds United echter te sterk bleek nadat er in Engeland met 1-0 was verloren en er in Split met 0-0 werd gelijkgespeeld. In 1984 werd opnieuw de halve finale gehaald, nadat tegenstander Tottenham Hotspur in de eerste wedstrijd met 2-1 was verslagen begon men te hopen dat er dan eindelijk een eerste Europese finale zat aan te komen. Niets bleek echter minder waar, Tottenham Hotspur won de terugwedstrijd namelijk met 1-0 en plaatste zich dankzij het gescoorde uitdoelpunt voor de finale. Sinds het begin van de 21e eeuw is de club ver afgezakt; dit blijkt ook uit de tegenvallende resultaten in Europa, de grootste prestaties van de club sinds de eeuwwisseling zijn het bereiken van de 3e ronde van de UEFA Cup in 2003 toen Hajduk nipt werd uitgeschakeld door A.S. Roma en het behalen van de groepsfase van de Europa League in 2010 waarin met 1-0 werd gewonnen van RSC Anderlecht.

## Torcida Split
De meest trouwe supporters van Hajduk Split verenigen zich onder de naam Torcida Split. Deze supportersclub werd opgericht op 28 oktober 1950 voor aanvang van de kampioenswedstrijd tegen Rode Ster en is de oudste georganiseerde supportersclub in Europa. De naam is afgeleid van de Braziliaanse fanclubs die de Torcidas heten en tijdens het wereldkampioenschap van 1950 in Brazilië internationale bekendheid verwierven.
Deze supporters staan bekend als een van de beste in Europa, en de sfeer die er in het Poljud stadion in Split heerst tijdens grote wedstrijden is iets wat maar weinig clubs op de wereld kunnen evenaren.

## Erelijst

### Kroatië
- Landskampioen
1941,[5] 1946,[5] 1992, 1994, 1995, 2001, 2004, 2005
- Beker van Kroatië
Winnaar: 1993, 1995, 2000, 2003, 2010, 2013, 2022, 2023
Finalist: 2001, 2005, 2008, 2009, 2018
- Kroatische Supercup
Winnaar: 1992, 1993, 1994, 2004, 2005

### Joegoslavië
- Landskampioen
1927, 1929, 1950, 1952, 1955, 1971, 1974, 1975, 1979
- Beker van Joegoslavië
Winnaar:1967, 1972, 1974, 1976, 1977, 1984, 1987, 1991
Finalist: 1953, 1955, 1963, 1969, 1990

### Internationaal
- Brugse Metten
Winnaar: 1976

## Eindklasseringen vanaf 1992
| Seizoen | Competitie | Niveau | Eindstand | Beker        | Opmerking |
| ------- | ---------- | ------ | --------- | ------------ | --- |
| 1992    | 1. HNL     | I      |           | kwartfinale  | Winnaar Super Cup > NK Inter Zaprešić, 0-0 (3-1 n.s.); Liga-topscorer Ardian Kozniki (12)                    |
| 1992/93 | 1. HNL     | I      | 2         | Winnaar      | < Croatia Zagreb, 4-1/1-2                                                                                    |
| 1993/94 | 1. HNL     | I      |           | halve finale | Winnaar Super Cup > Croatia Zagreb, 4-4/0-0                                                                  |
| 1994/95 | 1. HNL     | I      |           | Winnaar      | < Croatia Zagreb, 3-2/1-0; Winnaar Super Cup > Croatia Zagreb, 1-0/0-1 (5-4 n.s.)                            |
| 1995/96 | 1. HNL     | I      | 2         | 8e finale    | |
| 1996/97 | 1. HNL     | I      | 2         | kwartfinale  | |
| 1997/98 | 1. HNL     | I      | 2         | halve finale | |
| 1998/99 | 1. HNL     | I      | 3         | halve finale | |
| 1999/00 | 1. HNL     | I      | 2         | Winnaar      | < Croatia Zagreb, 2-0/0-1                                                                                    |
| 2000/01 | 1. HNL     | I      |           | Finale       | < GNK Dinamo Zagreb, 0-2/0-1                                                                                 |
| 2001/02 | 1. HNL     | I      | 2         | kwartfinale  | |
| 2002/03 | 1. HNL     | I      | 2         | Winnaar      | < NK Pula 1856, 1-0/4-0                                                                                      |
| 2003/04 | 1. HNL     | I      |           | kwart finale | verliezer Super Cup > GNK Dinamo Zagreb, 1-4                                                                 |
| 2004/05 | 1. HNL     | I      |           | Finale       | < HNK Rijeka, 1-2/0-1; winnaar Super Cup > GNK Dinamo Zagreb, 1-0                                            |
| 2005/06 | 1. HNL     | I      | 5         | halve finale | winnaar Super Cup > HNK Rijeka, 1-0 n.v.                                                                     |
| 2006/07 | 1. HNL     | I      | 2         | halve finale | |
| 2007/08 | 1. HNL     | I      | 5         | Finale       | < GNK Dinamo Zagreb, 0-3/0-0                                                                                 |
| 2008/09 | 1. HNL     | I      | 2         | Finale       | < GNK Dinamo Zagreb, 0-3/3-0 (4-3 n.s.)                                                                      |
| 2009/10 | 1. HNL     | I      | 2         | Winnaar      | < HNK Šibenik: 2-1/2-0                                                                                       |
| 2010/11 | 1. HNL     | I      | 2         | 8e finale    | verliezer Super Cup > GNK Dinamo Zagreb, 0-1                                                                 |
| 2011/12 | 1. HNL     | I      | 2         | kwartfinale  | |
| 2012/13 | 1. HNL     | I      | 4         | Winnaar      | < NK Lokomotiva Zagreb: 2-1/3-3                                                                              |
| 2013/14 | 1. HNL     | I      | 3         | kwartfinale  | verliezer Super Cup > GNK Dinamo Zagreb: 1-1 (1-4 n.s)                                                       |
| 2014/15 | 1. HNL     | I      | 3         | halve finale | |
| 2015/16 | 1. HNL     | I      | 3         | halve finale | |
| 2016/17 | 1. HNL     | I      | 3         | kwartfinale  | Liga-topscorer: Márkó Futács (18)                                                                            |
| 2017/18 | 1. HNL     | I      | 3         | Finale       | < GNK Dinamo Zagreb, 0-1                                                                                     |
| 2018/19 | 1. HNL     | I      | 4         | kwartfinale  | Liga-topscorer: Mijo Caktaš (19)                                                                             |
| 2019/20 | 1. HNL     | I      | 5         | 8e finale    | Liga-topscorer ex aequo: Mijo Caktaš (19)                                                                    |
| 2020/21 | 1. HNL     | I      | 4         | kwartfinale  | |
| 2021/22 | 1. HNL     | I      | 2         | winnaar      | > NK Rijeka: 3-1; Ligatopscorer: Marko Livaja (28)                                                           |
| 2022/23 | 1. HNL     | I      | 2         | winnaar      | > HNK Šibenik: 2-0; Ligatopscorer: Marko Livaja (19); verliezer Super Cup > GNK Dinamo Zagreb: 0-0 (1-4 n.s) |
| 2023/24 | 1. HNL     | I      | 3         | halve finale | |
| 2024/25 | 1. HNL     | I      | 3         | kwartfinale  | Ligatopscorer: Marko Livaja (19)                                                                             |
| 2025/26 | 1. HNL     | I      | .         |              | |

## HNK Hajduk Split in Europa
HNK Hajduk Split speelt sinds 1927 in diverse Europese competities. Hieronder staan de competities en in welke seizoenen de club deelnam:
- Champions League (6x)

1994/95, 1995/96, 2000/01, 2001/02, 2004/05, 2005/06
- Europacup I (4x)

1971/72, 1974/75, 1975/76, 1979/80
- Europa League (12x)

2009/10, 2010/11, 2011/12, 2012/13, 2013/14, 2014/15, 2015/16, 2016/17, 2017/18, 2018/19, 2019/20, 2020/21
- Conference League (5x)

2021/22, 2022/23, 2023/24, 2024/25, 2025/26
- Europacup II (8x)

1967/68, 1972/73, 1976/77, 1977/78, 1984/85, 1987/88, 1991/92, 1993/94
- UEFA Cup (15x)

1978/79, 1981/82, 1982/83, 1983/84, 1985/86, 1986/87, 1996/97, 1997/98, 1998/99, 1999/00, 2001/02, 2002/03, 2003/04, 2007/08, 2008/09
- Jaarbeursstedenbeker (1x)

1970/71
- Mitropacup (5x)

1927, 1955, 1960, 1969, 1970

## Bekende (ex-)spelers
- Aljoša Asanović
- Slaven Bilić
- Alen Bokšić
- Florin Cernat
- Igor Gjuzelov
- Ivan Gudelj
- Robert Jarni
- Nikica Jelavić
- Jean Evrard Kouassi
- Niko Kranjčar
- Ivan Leko
- Ivan Lendrić
- Mario Maloča
- Ante Miše
- Vadis Odjidja-Ofoe
- Ivan Perisic
- Luka Peruzović
- Stipe Pletikosa
- Josip Radošević
- Ivan Rakitić
- Milan Rapaić
- Ante Rebić
- Anthony Šerić
- Josip Skoko
- Darijo Srna
- Igor Štimac
- Igor Tudor
- Māris Verpakovskis
- Zdenko Vukasovic
- Josip Weber

## Bekende (oud-)trainers
- Krasimir Balakov
- Slaven Bilić
- Gennaro Gattuso
- Gonzalo García García
- Tomislav Ivić
- Robert Jarni
- Mirko Jozić
- Ante Miše
- Luka Peruzović
- Edoardo Reja
- Josip Sklobar
- Igor Štimac
- Igor Tudor